# Arminda Aberastury
Arminda Aberastury, née le 24 septembre 1910 à Buenos Aires, et morte le 24 novembre 1972 dans la même ville, est une psychanalyste argentine et professeure de psychologie à l'université de Buenos Aires.

## Biographie
Elle est membre de l'Association psychanalytique argentine (APA), devient analyste didacticienne en 1953, et dirige durant une vingtaine d'années l'institut de formation psychanalytique.
Elle introduit la psychanalyse d'enfants dans la formation des candidats et correspond avec Melanie Klein, qu'elle rencontre à Londres en 1952, et dont elle a traduit en espagnol l'ouvrage La Psychanalyse des enfants.
Elle est nommée professeure titulaire de la chaire de psychologie de l'enfant et de l'adolescent à la faculté de philosophie et de lettres de l'université de Buenos Aires. Elle diffuse la pensée psychanalytique auprès des médecins, des éducateurs et met en place, des activités de psychodrame et de psychothérapie psychanalytique de groupe.
Elle a été mariée avec Enrique Pichon Rivière, avec qui elle a trois enfants. Atteinte d'une maladie invalidante, elle met fin à ses jours en 1972.
La Revista psicoanálitica publie 24 contributions et, en 1973, publie la liste chronologique de 145 contributions, à la revue argentine, mais également dans des revues de psychiatrie et de psychologie de l'enfance, ainsi qu'à l'International Journal of Psychoanalysis.

## Publications
- La Paternidade - um Enfoque Psicanalítico, avec E. J. Salas, 1978, Buenos Aires, Kargieman ; 2e éd., 1985 : A paternidade: Um enfoque psicanalítico.
- Historia enseñanza y ejercicio legal del psicoanálisis, Avec Marcelo, and Cesio, Fidias1967, Buenos Aires, Bibliografica Omeba.
- El nin̄o y sus juegos, Buenos Aires, Editorial Paidós, 1968.